# Бисайские языки
Биса́йские языки́ (бисая, бинисая, бисаян, реже висайские языки, висая, висаян) — группа языков центральной ветви филиппинских языков, на которых говорят народы висайя. Распространены на Висайских островах в центре Филиппинского архипелага — Себу, Негрос, Масбате, Панай, Лейте, Самар и других, а также в ряде районов острова Минданао и других.
Общее число говорящих около 40 млн человек (оценка, 2004), что составляет почти половину населения Филиппин.
Бисайские языки включают 20 языков, которые делятся на 5 групп:
- бантонский язык;
- западные: куйонский, датагский, семирарский, инонханский, акланонский, кинарайский;
- центральные: ромблонский, панайский ати, хилигайнон, каписский, масбатеньо, пороханский, северно-сорсогонский, губат, самар-лейте;
- себуанский язык;
- южные: суригаоский, бутуанский, таусугский.

По значимости среди бисайских языков выделяются 3 языка:
- себуанский (сугбу, сугбуанон) — около 25 млн говорящих; о. Себу, о. Бохоль, восток о. Негрос, юго-запад о. Лейте, юг о. Масбате, значительная часть о. Минданао;
- хилигайнон (панаянский, илонго) — около 8,8 млн говорящих; восток о. Панай, запад о. Негрос, юг о. Минданао и др.
- язык самар-лейте (самарский, варай-варай, самарнон) — 3,4 млн говорящих; о. Самар, восток о. Лейте — язык каждого из этих островов имеет особенности в области фонетики и лексики.

Региональное значение имеют также таусугский, масбатеньо и куйонский языки.
Бисайские языки специфичны в лексико-словообразовательном отношении, при общефилиппинском фонемном составе. В области фонетики отличаются бо́льшим, чем в других филиппинских языках, развитием дифтонгизации, чередованием [a] и [u] с [i], [h] — с гортанной смычкой в финальной позиции; корневые морфемы обычно содержат не менее двух гласных. Словообразовательная система беднее аффиксами, чем тагальская, возможно безаффиксное употребление основ. В глаголе представлена комплексная залого-временна́я форма с сослагательным значением. Характерен глагольный показатель страдательного залога gi-. В лексике значительное количество испанизмов.
Себуанский и хилигайнон являются литературными языками; на них существует разножанровая художественная литература и публицистика, ведётся преподавание в школе, радио- и телевещание.
Среди памятников бисайского слогового письма единственный полностью сохранившийся текст — «Кодекс Калантиао» (ок. 1433). К середине XVIII в. слоговое письмо заменено латиницей на испанской основе.